# Enrico Rossi
Enrico Rossi (Bientina, 25 agosto 1958) è un politico italiano assessore allo sviluppo economico, commercio e rapporti con l'Europa del Comune di Signa dal 2020 al 2024 ed ex presidente della Regione Toscana dal 2010 al 2020. È membro del Comitato europeo delle regioni (CoR) dal 26 gennaio 2015; dall'ottobre 2019 è vicepresidente del gruppo socialista al CoR.

## Vita familiare e studi
Enrico Rossi è nato a Bientina il 25 agosto 1958 da una famiglia operaia (padre camionista, madre operaia tessile). Conseguita la maturità classica al liceo Andrea da Pontedera di Pontedera, prosegue i suoi studi alla facoltà di filosofia dell'Università di Pisa, dove si laurea nel 1982 con una tesi sulla filosofa ungherese Ágnes Heller. Nel 1982, dopo gli studi universitari, inizia l'attività giornalistica presso la redazione de Il Tirreno. È sposato e ha un figlio.

## Carriera politica

### Militanza nella FGCI e primi incarichi a Pontedera
Si iscrive alla Federazione Giovanile Comunista Italiana negli anni del ginnasio; per un breve periodo si avvicina anche al gruppo del Il manifesto. Nel 1980, all'età di 21 anni, è eletto consigliere comunale di Pontedera nelle file del Partito Comunista Italiano; nel 1981 viene nominato assessore, subentrando ad Angiolina Turini. Nel 1985 lascia l'organizzazione giovanile e si iscrive al PCI. Alle elezioni amministrative del 1985 viene rieletto consigliere comunale per il PCI, assumendo poi l'incarico di vicesindaco e assessore; nello stesso anno diviene funzionario del partito.

### Sindaco di Pontedera
Il 13 luglio 1990 il Consiglio comunale di Pontedera lo elegge sindaco della città alla guida di una giunta di centrosinistra. Nel 1991, con la svolta della Bolognina, aderisce al Partito Democratico della Sinistra. In questi anni è tra i protagonisti della battaglia, poi vinta, per impedire il trasferimento della Piaggio da Pontedera a Nusco. Alle elezioni comunali del 1995, in seguito all'introduzione della legge sull'elezione diretta dei sindaci, viene rieletto primo cittadino con il 67,57% delle preferenze alla guida di una giunta di centrosinistra, superando Sergio Giuntoli del centrodestra (24,07%). Durante il suo secondo mandato da sindaco attiva il "Progetto Pontedera", intorno al quale sono cresciute nuove attività tra cui il Polo Tecnologico, collegato alla Scuola Superiore Sant'Anna di Pisa, e il nuovo Museo Piaggio, fino alle nuove officine e alla moderna zona industriale. Nel 1999 viene chiamato a Roma da Walter Veltroni per assumere l'incarico di vice responsabile nazionale dell'area economica dei Democratici di Sinistra.

#### La battaglia per impedire il trasferimento della Piaggio
Nei primi mesi del 1991 la Piaggio decide di intraprendere un'operazione di decentramento della produzione da Pontedera, storica “città dei motorini”, a Nusco, città natale di Ciriaco De Mita, allora presidente della Democrazia Cristiana. Alla base di questa decisione ci sono importanti finanziamenti statali previsti dalla Legge 219 sulla ricostruzione in Irpinia e dalla Legge 64 sull'intervento straordinario nel Mezzogiorno. Inizia in quei mesi una lunga battaglia contro il decentramento della produzione che vede in prima fila i lavoratori, le organizzazioni sindacali, il sindaco di Pontedera, il presidente della Regione e la Chiesa locale.
«Il trasferimento di altre attività produttive al sud vorrebbe dire distruggere gli equilibri sociali ed economici della zona. Ci risulta da fonti attendibili che la Piaggio sta studiando altri progetti di espansione sempre a Nusco. Non credo che siano solo sospetti: se sbagliamo, ce lo dicano».

Enrico Rossi, sindaco di Pontedera
Tra il 1991 e il 1992 in città si susseguono scioperi e manifestazioni sindacali. Nel giugno del 1992 lo scontro tra la direzione della Piaggio e le amministrazioni locali si fa sempre più duro. Il 26 giugno tutta la provincia di Pisa si ferma per quattro ore, 5.000 persone sfilano per le strade del centro di Pontedera per dire no al trasferimento della Piaggio; alla protesta aderiscono anche i commercianti che chiudono le saracinesche dei negozi. Il presidente della Regione Vannino Chiti decide per protesta di trasferire a Pontedera la sede della Presidenza. La risposta della Piaggio arriva il giorno seguente: l'azienda acquista su diversi quotidiani nazionali un'intera pagina per difendere le scelte industriali. Dopo mesi di scontri, la situazione cambia radicalmente nel corso del 1993 con l'arrivo di Giovannino Agnelli alla guida della Piaggio. Ad avviare la trattativa con i nuovi vertici aziendali è il sindaco Rossi che anni dopo, a proposito di Giovannino Agnelli, ricorderà: «Era un imprenditore diverso dagli altri di formazione americana, molto friendly, aperto al confronto. Intelligentissimo, con lui era bello discutere anche di politica. Lo ricordo come un industriale illuminato, capace di avere visioni». Nei primi mesi del 1994 l'azienda presenta ai sindacati un nuovo piano industriale che non prevede più il trasferimento a Nusco delle officine meccaniche.
«La battaglia fu vinta: alla guida della Piaggio arrivò Giovannino Agnelli. Si determinò una collaborazione tra Regione e impresa che favorì la modernizzazione dello stabilimento, accompagnò accordi sindacali per la riorganizzazione degli orari di lavoro, favorì l'assunzione negli anni successivi di 400 giovani».

Vannino Chiti, presidente della Regione Toscana

### Assessore regionale alla sanità
Nel 2000 si candida alle elezioni regionali in Toscana nella lista dei Democratici di Sinistra per la provincia di Pisa, risultando eletto con 16.248 preferenze. Entra nella giunta regionale di centrosinistra presieduta da Claudio Martini con l'incarico di assessore alla Sanità. Il 20 febbraio 2005 partecipa alle elezioni primarie dell'Ulivo in Toscana per la scelta dei candidati a presidente e consigliere regionale, risultando il candidato più votato della regione con 10.243 voti. Rieletto nel 2005 nella circoscrizione di Pisa, viene confermato nel ruolo di assessore alla Sanità. Nel 2007 è tra i fondatori del Partito Democratico.

#### Sistema di valutazione delle performance
Nel 2001 l'assessorato alla Salute affida a un gruppo di ricerca della Scuola Superiore Sant'Anna l'incarico di predisporre un progetto per un sistema di valutazione e valorizzazione della performance delle Asl. L'obiettivo è quello di "misurare" la qualità dei servizi offerti ai cittadini toscani. Il sistema, implementato dal Laboratorio Management e Sanità, è stato poi adottato a livello nazionale.

#### Introduzione della RU486
La Toscana è stata la prima regione italiana a utilizzare la pillola RU-486 in ambito ospedaliero senza sperimentazione. L'11 novembre 2005, grazie a farmaci acquistati direttamente in Francia, vengono effettuate le prime tre interruzioni volontarie di gravidanza presso il reparto di ginecologia dell'Ospedale "Felice Lotti" di Pontedera. La decisione della Toscana scatena un forte scontro politico tra favorevoli e contrari all'introduzione della pillola abortiva, in particolare tra Rossi e Francesco Storace, allora ministro della Salute nel governo Berlusconi III. Sul caso interviene anche l'Osservatore Romano che definisce la decisione della Toscana un «incentivo all'aborto» che «in prospettiva può divenire una contraccezione sempre più facile e di massa».

#### La costruzione di quattro nuovi ospedali
Nel piano Piano Sanitario regionale 2002-2004 viene prevista la costruzione di quattro nuovi ospedali: Prato, Pistoia, Apuane e Lucca. Per la realizzazione delle strutture ospedaliere la Regione Toscana opta per il project financing. Il costo complessivo del progetto di costruzione ammonta a 419 milioni. Nel marzo 2006 viene pubblicato il bando europeo per l'espletamento della gara d'appalto, a novembre del 2007 viene firmata la convenzione per la progettazione esecutiva. I lavori vengono eseguiti nel rispetto dei tempi previsti. Gli ospedali vengono inaugurati tra il 2013 e il 2016: Pistoia (luglio 2013), Prato (settembre 2013), Lucca (maggio 2014), Noa Nuovo Ospedale delle Apuane (gennaio 2016).

#### Fecondazione assistita
La Toscana è stata la prima regione italiana a introdurre la fecondazione assistita nei Lea, i livelli essenziali di assistenza.

### Presidente della Regione Toscana

#### Primo mandato (2010-2015)
Viene proposto dal Partito Democratico come candidato della coalizione di centro-sinistra alla presidenza della Regione Toscana per le elezioni regionali del 2010; la candidatura è sostenuta anche da Italia dei Valori, Sinistra Ecologia Libertà e Federazione della Sinistra.. Il 29 marzo 2010 viene eletto alla presidenza della Regione Toscana con il 59,73% dei voti per la coalizione Toscana Democratica (Pd, Idv, Sel, Riformisti Toscani, Verdi, Federazione della Sinistra), superando Monica Faenzi del Popolo della Libertà (34,44%), e il 16 aprile successivo si insedia come nuovo presidente.

#### Secondo mandato (2015-2020)
Viene ricandidato nelle successive elezioni regionali, venendo rieletto il 31 maggio 2015 per un secondo mandato alla presidenza della Regione Toscana con il 48,02% dei voti, superando Claudio Borghi di Lega Nord e Fratelli d'Italia (20,02%) e Giacomo Giannarelli del Movimento 5 Stelle (15,05%). Non si ricandida per un terzo mandato alle elezioni regionali del 2020.

### La vicenda della Asl 1 di Massa - Carrara

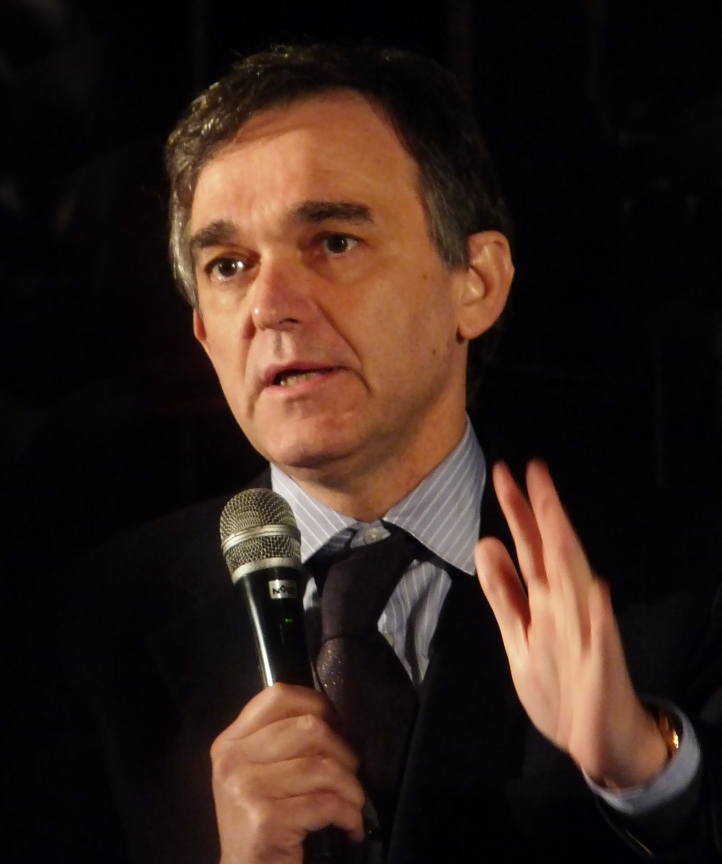
Enrico Rossi nel 2010

Il 20 ottobre 2010 presenta una denuncia alla Procura avendo verificato delle incongruenze nel bilancio della Asl 1 di Massa Carrara. Nel novembre 2010 denuncia per danno erariale e di immagine la società incaricata della certificazione del bilancio della Asl 1 di Massa Carrara, i membri del collegio sindacale e i vertici della azienda sanitaria apuana. Nel novembre 2013 viene iscritto nel registro degli indagati dalla Procura di Massa con l'accusa di falso ideologico. La vicenda s'inserisce nell'ambito dell'inchiesta sul deficit finanziario dell'Asl 1 di Massa Carrara. L'indagine nasce dalle dichiarazioni dell'ex direttore amministrativo dell'Asl di Massa, Ermanno Giannetti. Il 9 gennaio 2013 il Consiglio Regionale della Toscana respinge (con 19 sì e 31 no) una mozione di sfiducia presentata da Popolo della Libertà, Più Toscana e Fratelli d'Italia contro la Giunta Rossi. Nel 2013 l'ex direttore Giannetti, già condannato a 5 anni e mezzo di reclusione, viene condannato dalla Corte dei Conti a risarcire 1.665.000 euro. Il 18 settembre 2014 il Tribunale Civile di Milano ha assolto Deloitte&Touche, la società che si era occupata della certificazione del bilancio dell'azienda sanitaria apuana. Nel febbraio 2014 uno dei due direttori generali accusati da Rossi, Antonio Delvino, è stato assolto in primo grado dall'accusa di falso ideologico per i bilanci dell'Asl di Massa, motivazioni della sentenza pubblicate nel dicembre 2014. Il 22 ottobre 2014 è stato assolto anche l'altro direttore generale accusato da Rossi, Alessandro Scarafuggi e la sua assoluzione è passata definitivamente in giudicato il 28 gennaio 2015. L'11 ottobre 2016 il procuratore della Repubblica di Massa, Aldo Giubilaro, annuncia di aver richiesto l'archiviazione per il Presidente della Regione Toscana poiché: "Non c'è alcun riscontro all'ipotesi accusatoria". La Procura di Massa, inoltre, ha dichiarato: "Sembra verosimile che il comportamento di Enrico Rossi sia stato caratterizzato da correttezza e da rigore".

### L'idea della candidatura a segretario del PD, la fondazione di Articolo 1 e il rientro nel partito
Nel settembre 2015 annuncia la sua intenzione a candidarsi per la segreteria del Partito Democratico per il 2017. Il 22 febbraio 2016 annuncia la sua candidatura per la carica di segretario nazionale del Partito Democratico.
Tuttavia, proprio nel 2017, a febbraio, Rossi lascia il Partito Democratico insieme ad altri esponenti della minoranza di sinistra di cui facevano parte anche Pier Luigi Bersani e Massimo D'Alema, dopo un acceso dibattito con la maggioranza per la linea attuata dal partito sotto la segreteria di Matteo Renzi fin dal 2013. Sempre a febbraio 2017 quindi Rossi diventa uno dei membri fondatori insieme anche a Bersani, D'Alema e Roberto Speranza del nuovo partito Articolo 1 - Movimento Democratico e Progressista in cui confluiscono anche alcuni membri fuoriusciti dal partito Sinistra Italiana tra i quali Arturo Scotto.
Il 31 marzo 2019, con l'elezione a segretario del PD del presidente del Lazio Nicola Zingaretti, Rossi annuncia di voler di sostenere la lista unitaria Partito Democratico - Siamo Europei in vista delle elezioni europee del 26 maggio.
Il 19 maggio 2019 annuncia in un'intervista a la Repubblica l'intenzione di voler rientrare nel Partito Democratico dopo le Elezioni europee del 2019. Alcuni giorni dopo, riprende la tessera in un circolo di Firenze.
Il 10 aprile 2020 viene indicato come commissario straordinario per la ricostruzione del ponte di Albiano Magra, crollato l'8 aprile. La nomina arriva il 17 luglio 2020, cessando l'8 ottobre dello stesso anno con la fine del mandato di presidente della Giunta regionale della Toscana. Quasi immediatamente viene nominato assessore del Comune di Signa nella Città Metropolitana di Firenze, con deleghe a Sviluppo economico, Commercio, Attività produttive e Rapporti con l’Europa, incarico che gli consente di mantenere il suo ruolo presso l'Unione Europea.
Terminata l’esperienza da presidente, alla fine di novembre diventa commissario del PD in Umbria.
Alle elezioni politiche del 2022 viene candidato alla Camera dei deputati nel collegio uninominale Toscana - 01 (Grosseto) per il centro-sinistra in quota PD, ottenendo il 33,89% e venendo superato dall'omonimo Fabrizio Rossi del centrodestra (40,73%), non è dunque eletto.

### L'impegno in Europa
Dal 2012 è vicepresidente del Conferenza delle Regioni periferiche marittime europee (CRPM).
Dal 26 gennaio 2015 Enrico Rossi è membro effettivo del Comitato europeo delle Regioni (CoR). Il 9 ottobre 2019 è stato eletto vicepresidente del gruppo socialista con delega ai rapporti col Partito del Socialismo Europeo (PSE-PES) e con la FEPS  (Foundation for European Progressive Studies).
Il suo impegno a Bruxelles si è distinto per le sue idee a favore di un'Unione europea più sociale, meno inter-governativa e in continuo rapporto con i territori.
Inizialmente è stato componente della Commissione NAT (Risorse naturali) del CoR. In seguito diventa membro della Commissione ECON (Economica) e SEDEC (Affari sociali).
Ai lavori del Comitato delle Regioni Rossi contribuisce con tre importanti pareri votati nel 2011, nel 2013 e nel 2016.
Il primo dedicato all' "European Union programme for social change and innovation", il secondo centrato sul "Youth Employment Package". Il più recente riguarda la questione della disoccupazione di lunga durata, intitolato "A Council Recommendation for the integration of the Long-Term unemployed". Il parere, presentato al Parlamento europeo su richiesta di quest'ultimo, ha contribuito ad aprire il dibattito sul tema, considerato uno degli aspetti cruciali per costruire una vera Europa sociale.
Il presidente Rossi è stato anche uno dei primi sostenitori della #Cohesionalliance, iniziativa nata per una più ambiziosa politica di coesione post-2020 ed un bilancio europeo più adeguato alle sfide che attendono l'Unione europea. In più occasioni, ha dichiarato: "Sicuramente ci sono nuove sfide come l'immigrazione, la sicurezza e la difesa, ma non può essere la politica di coesione a pagare il conto".
L'impegno europeo di Enrico Rossi è anche legato alla vice Presidenza della Conferenza delle Regioni periferiche Marittime (CRPM) con delega alla coesione e alla sua presenza all'interno del Bureau Politico come rappresentante per l'Italia.
In questa veste, Rossi ha partecipato a diverse audizioni al Parlamento europeo e alla Sesta e Settima edizione della Conferenza sulla coesione. In queste occasioni, Rossi ha anche presentato uno studio curato dall'IRPET, Istituto regionale di programmazione economica della Toscana, che ha dimostrato con esempi concreti l'impatto dei fondi strutturali europei sulle politiche regionali e sullo sviluppo dei territori.
Per il Presidente della Toscana questi fondi rappresentano il principale strumento per orientare la politica economica e sociale delle Regioni. Indirizzano le strategie di programmazione, canalizzando investimenti aggiuntivi a forte impatto sul territorio e sono il volano di ogni tipo di investimento pubblico regionale. Si traducono in aiuti alle imprese, lotta alla disoccupazione, infrastrutture, contrasto ai cambiamenti climatici, sostegno a ricerca e innovazione.
Il Presidente Rossi ha anche presentato un documento strategico sulla politica europea di coesione post-2020 e si è impegnato in un tour sul territorio regionale, "L'Europa in Toscana", teso a sottolineare l'importanza di tali fondi. Esponenti della Commissione europea hanno partecipato a diverse tappe del tour, tra cui compreso l'ex Commissario europeo Corina Crețu responsabile per gli Affari regionali.
L'attività in campo europeo di Rossi si è estesa anche al lavoro nel gruppo Socialista del CoR e con i membri di sinistra della CRPM. In vista della campagna per le elezioni europee del 2019, Rossi ha promosso un documento di idee e proposte per una rinnovata politica di ispirazione socialista: "Left: Labour, Europe, Fairness, Tolerance". Il documento, consegnato a Frans Timmermans, primo vicepresidente della Commissione europea e spitzenkandidat per il Pes, ha creato le basi per la stesura di "Non Basta dire Europa", libro-intervista curato da Antonio Pollio Salimbeni, che si apre con una introduzione dello stesso Frans Timmermans e del cantautore britannico Sting.

## Opere
- Viaggio in Toscana, Roma, Donzelli Editore, 2014. ISBN 9788868430719.
- Rivoluzione Socialista, a cura di Peppino Caldarola, Roma, Castelvecchi, 2016. ISBN 9788869446481.
- L'Italia Centrata, a cura di, Roma, Quodlibet (casa editrice), 2016. ISBN 9788874628636.
- Rivoluzione Socialista, a cura di Peppino Caldarola, nuova edizione, Roma, Castelvecchi, 2017. ISBN 9788832820294.
- Partigiani della Memoria, Firenze, Regione Toscana, 2018.
- Non basta dire Europa, a cura di Antonio Pollio Salimbeni, Roma, Castelvecchi, 2019. ISBN 9788832826159.
- Prima le persone. Contro il decreto Salvini, Enrico Rossi e Giovanni Maria Flick, a cura di Pasquale Terracciano, Roma, Castelvecchi, 2019. ISBN 9788832826715